# Oleśnica (Wieluń)
Pour les articles homonymes, voir Oleśnica (homonymie).
Oleśnica est une localité polonaise de la gmina d'Ostrówek, située dans le powiat de Wieluń en voïvodie de Łódź.